# Moldcell
Moldcell — оператор стільникового зв'язку в Молдові. Працює в стандартах GSM і UMTS.

## Загальна інформація
Moldcell є оператором мобільного зв’язку в Молдові та частиною міжнародної групи TeliaSonera зі штаб-квартирою в Стокгольмі, Швеція. Moldcell розпочав свою комерційну діяльність у 2000 році. Має понад 1 мільйон абонентів і є постачальником послуг мобільного зв’язку, який збільшив свій оборот з 25,41% у четвертому кварталі 2012 року до 30,39% на кінець 2014 року.

## Історія
28 квітня 2000 року Moldcell відкрив перший офіс з продажів у Кишиневі по вулиці Тигіна, 55. У цьому ж році разом з першим передплаченим пакетом оператор вперше в Молдові запровадив для своїх абонентів послугу SMS. Першим логотипом компанії став товариський олень, а перший слоган, який згодом став відомим, звучав так: «Ви чекали нас? Ми прийшли!"